# Distretto di Chancay (Cajamarca)
Il distretto di Chancay è uno dei sette distretti  della provincia di San Marcos, in Perù. Si trova nella regione di Cajamarca e si estende su una superficie di 61,8 chilometri quadrati.

Istituito il 16 novembre 1992, ha per capitale la città di Chançay; al censimento 2005 contava 3.303 abitanti.